# Maly Blumer-Marcus
Maly Blumer-Marcus, auch Anna Augusta Amalia (* 12. Oktober 1906 in Maccio; † 15. Januar 1975 in Basel), war eine Schweizer Malerin und Illustratorin.

## Leben und Werk
Maly Blumer-Marcus war in Basel, Mosogno und Nidfurn heimatberechtigt. Sie lebte ab 1924 in Basel und besuchte die Allgemeine Gewerbeschule Basel. In der 30er-Jahren heiratete sie den Mathematiker Fritz Blumer. 
Anfänglich malte Maly Blumer-Marcus Porträts, Landschaften und Stillleben. Ab 1961 entstanden abstrakte Gemälde. Von Maly Blumer-Marcus stammen auch Collagen, Wandbilder und Gobelin-Entwürfe. Zudem illustrierte sie Bücher. Maly Blumer-Marcus stellte ihre Werke in Basel, Glarus, Bordeaux und Paris aus. Ihre letzte Ruhestätte fand sie auf dem Friedhof am Hörnli.